# Моят ляв крак
„Моят ляв крак“ (на английски: My Left Foot) е ирландско-британски биографичен филм от 1989 година на режисьора Джим Шеридан по негов сценарий в съавторство с Шейн Конътън, базиран на едноименната автобиография на Кристи Браун.
Действието проследява живота на Кристи Браун, роден през 1932 година в бедно ирландско семейство с тежка церебрална парализа, който трудно контролира тялото си, но успява да се научи да пише и рисува с единия си крак. Главните роли се изпълняват от Даниъл Дей-Люис, Бренда Фрикър, Хю О'Конър, Рей Маканъли.
За ролите си в „Моят ляв крак“ Дей-Люис и Фрикър получават награди „Оскар“ за главна мъжка и поддържаща женска роля.